# Centrochria
Centrochria is een geslacht van vlinders van de familie spanners (Geometridae), uit de onderfamilie Geometrinae.

## Soorten
- C. aphthona (Prout, 1934)
- C. deprensa (Prout, 1913)
- C. rhodomadia Prout, 1922
- C. unipunctata Gaede, 1917